# Jules Breton
Jules Aldolphe Aimé Louis Breton (1. května 1827 Courrières, Pas-de-Calais – 5. července 1906 Paříž) byl francouzský malíř, představitel barbizonské školy a básník.

## Život a dílo

### Mládí
Narodil se v malé francouzské obci Courrières. Ve věku čtyř let mu zemřela matka a proto byl vychován pouze otcem, správcem půdy bohatého statkáře. Oba žili v domě společně s dalšími rodinnými příslušníky, což v něm vytvořilo pouto k tradicím a lásku k rodné krajině, které v něm zůstaly po celý život.
První umělecké vzdělání získal v nedaleké škole poblíž Saint-Omer. V roce 1842 potkal malíře Félixe De Vigne, který rozpoznal jeho talent a přimluvil se za to, aby mohl studovat umění. O rok později odešel do Gentu, kde pokračoval v studiích na Royal Academy of Fine Arts u De Vigneho a belgického malíře Henri van der Haerta. V roce 1846 se přestěhoval do Antverp, kde byl žákem E. Ch. G. Wapperse a věnoval se studiu starých vlámských mistrů. Následující rok se odešel umělecky zdokonalovat do Paříže na školu École des Beaux-Arts, kde studoval u M. M. Drollinga. Mimo jiné sa tam stal přítelem Françoise Bonvina nebo Gustava Briona.

### Malířství
Tématy jeho malířského díla je zejména krajina, vesnice, polní práce nebo zemědělství. V roce 1854 se vrátil do rodné vesnice Courrières a začal vytvářet polními pracemi inspirovaný cyklus maleb, který byl následně umělecky oceněn a zasloužil se tak o začátek jeho kariéry. Byl pověřen státní uměleckou komisí k vytvoření dalších maleb, které byly pak od něho odkoupeny a dány k dispozici regionálním galeriím. V roce 1857 získal další jeho obraz cenu na pařížské umělecké výstavě Salon. Následující rok se oženil s Elodie de Vigne, dcerou jednoho z jeho učitelů Félixe De Vigne. V roce 1859 se jim narodila dcera Virginie Demont-Breton.
V sedmdesátých až devadesátých letech 19. století se těšil narůstající popularitě. Jeho poetické ztvárnění ženských polních prací bylo velmi oblíbené zejména ve Spojených státech. Kromě malování vlastních děl vytvářel rovněž reprodukce cizích starých maleb a vystavoval na mnoha výstavách. Celé jeho malířské dílo lze označit jako realistické a naturalistické a bývá zařazován k malířům barbizonské školy.

### Literární činnost a ocenění
Byl také spisovatelem, napsal několik básnických sbírek (například Jeanne) a prozaických děl s tématem jeho uměleckého života nebo životů malířů, které osobně znal, jako například Nos peintres du siècle (1900), Delphine Bernard (1902) nebo La Peinture (1904). Jako spisovatel byl povzbuzen svým přítelem José-María de Herediou a dále jej podpořil Victor Hugo, Eugène Fromentin nebo Anatole France. Naopak, byl cílem kritiky Charlese Baudelaira a Émila Zoly.
V roce 1886 byl zvolen členem Institut de France, v roce 1889 se stal rytířem Řádu čestné legie a současně zahraničním členem londýnské Royal Academy of Arts.
Zemřel v roce 1906 v Paříži a je pohřben na hřbitově Montparnasse. Jeho bratr Emile a dcera Virginie byli rovněž malíři. V roce 1912 po něm byla v pařížském 13. obvodě pojmenována ulice.

## Literární dílo
- Les Champs et la mer, básně, 1875
- Jeanne, básně, 1880
- Œuvres poétiques de Jules Breton (1867-1886), 1887
- La Vie d'un artiste. Art et nature, 1890
- Un peintre paysan. Souvenirs et impressions : Aube et crépuscule. Paysages et campagnards. Art et artistes. De la suprématie de l'école française, 1895
- Savarette, 1898
- L'Art et les artistes. Nos peintres du siècle, 1899
- Delphine Bernard, la femme et l'artiste, 1902
- La Peinture : les lois essentielles, les moyens et le but, le beau et la divine comédie des arts entre eux. L'Odyssée de la muse, conte historique, 1904

## Galerie

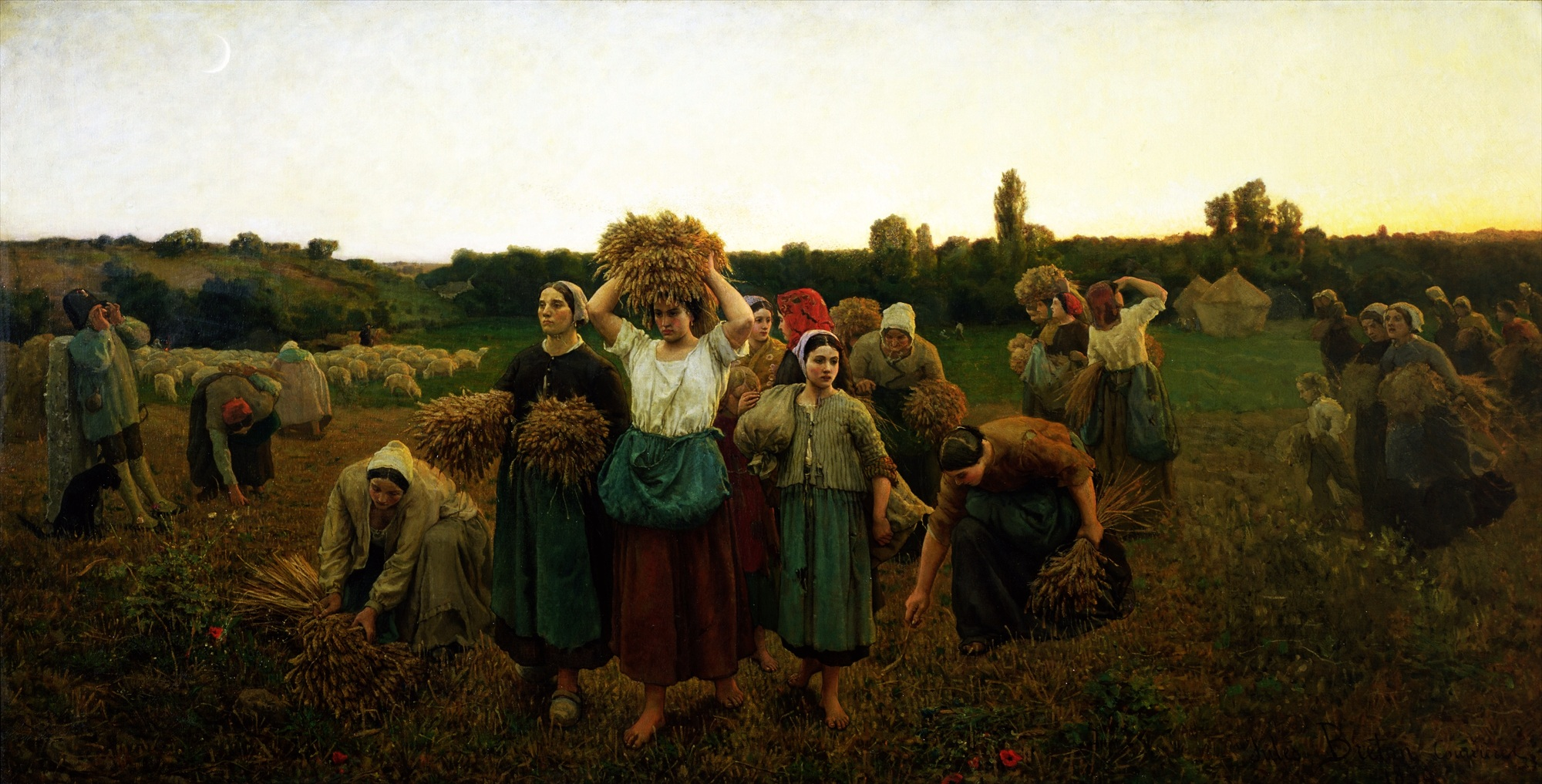
Le rappel des glaneuses (1859)
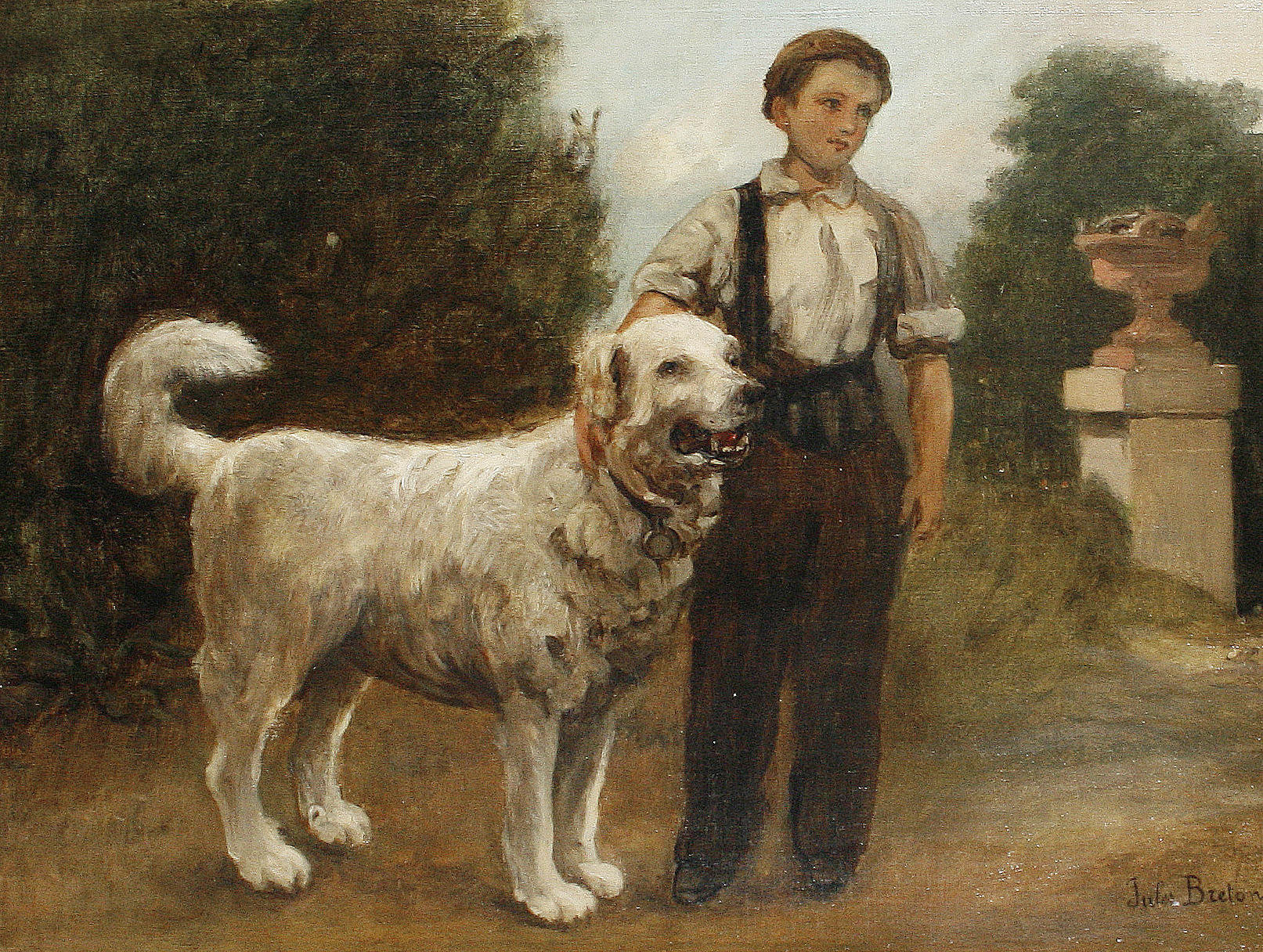
Un garçon et son chien (1860)
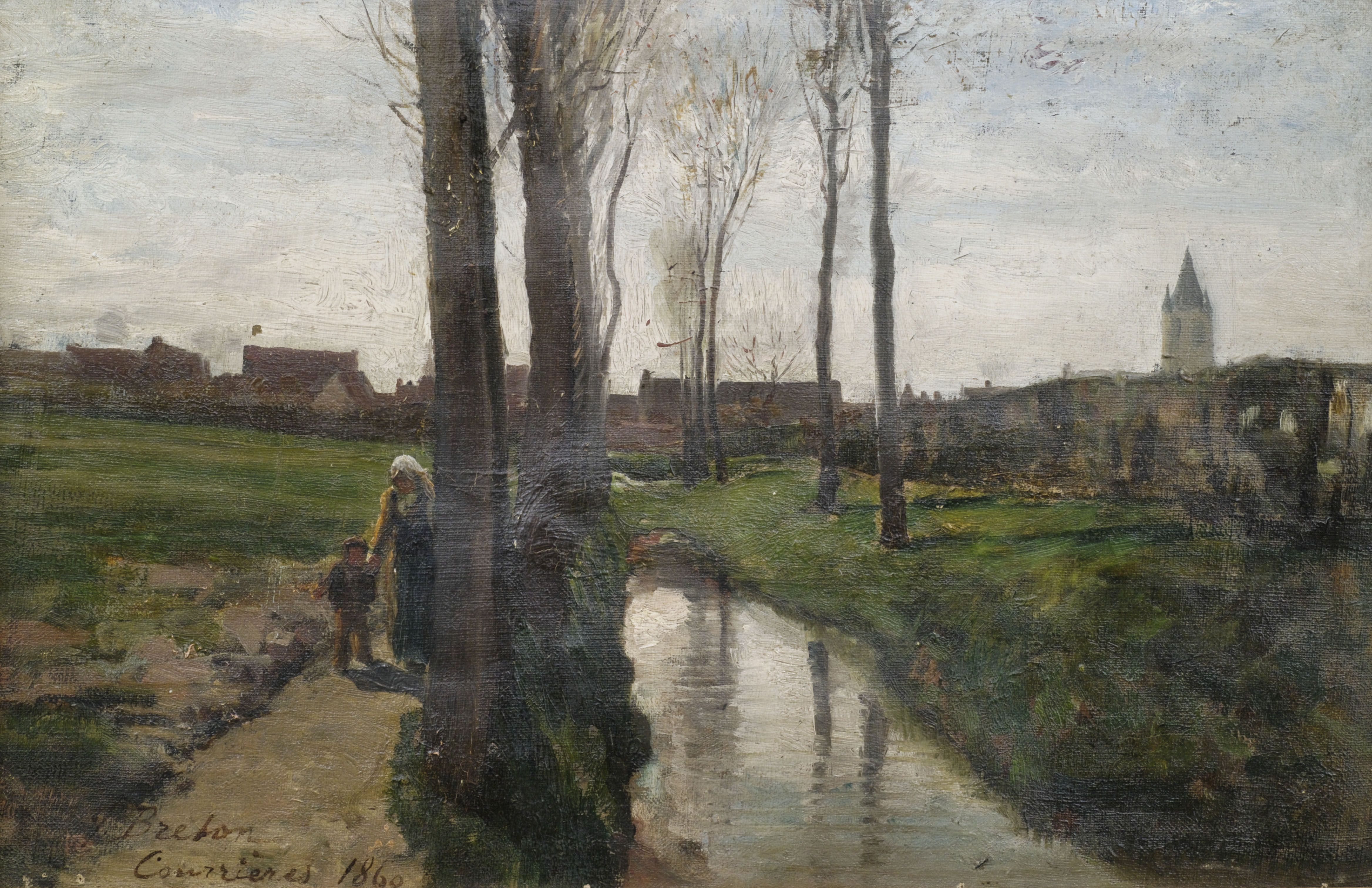
Malba Courrières (1860)
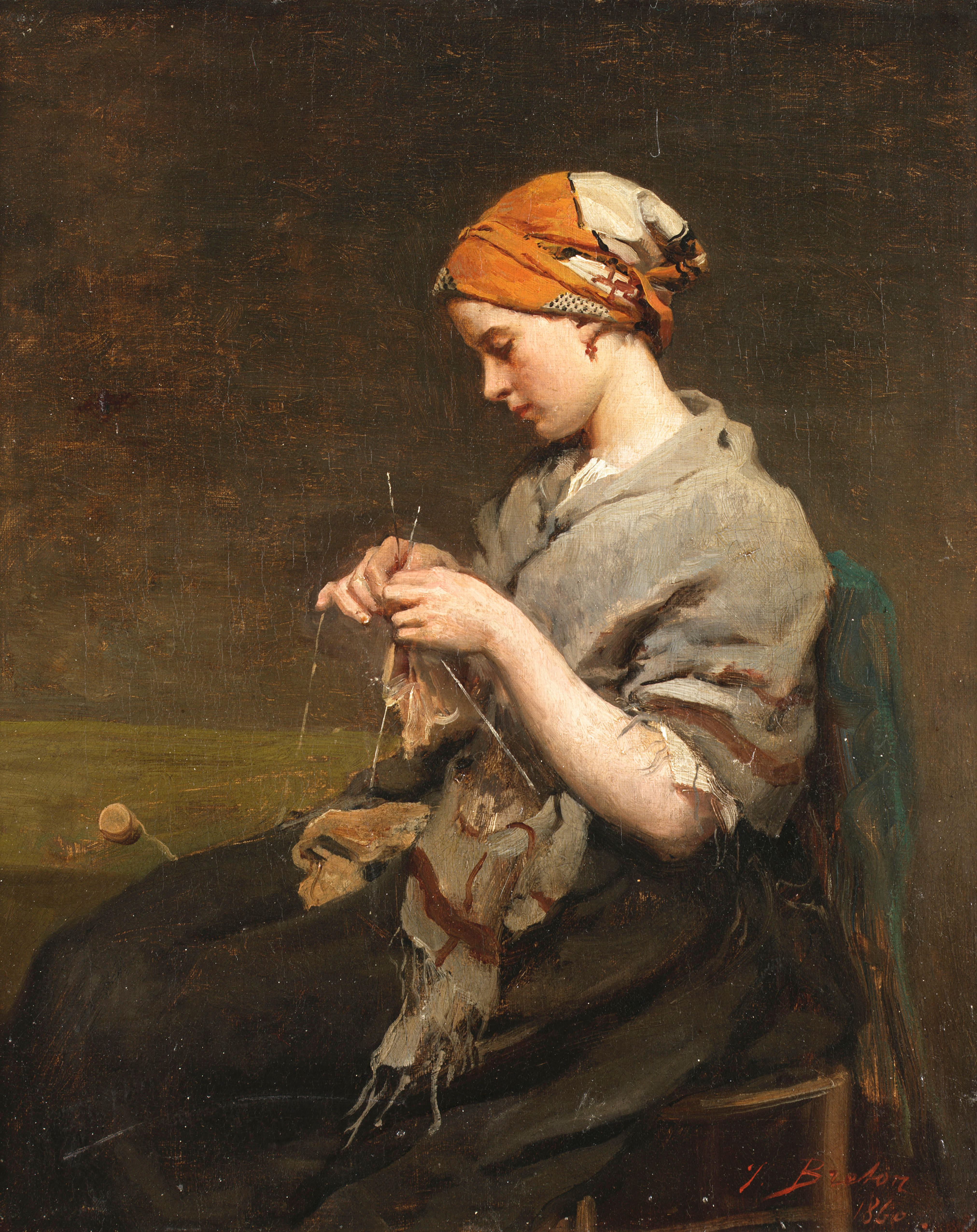
Jeune fille tricotant (1860)
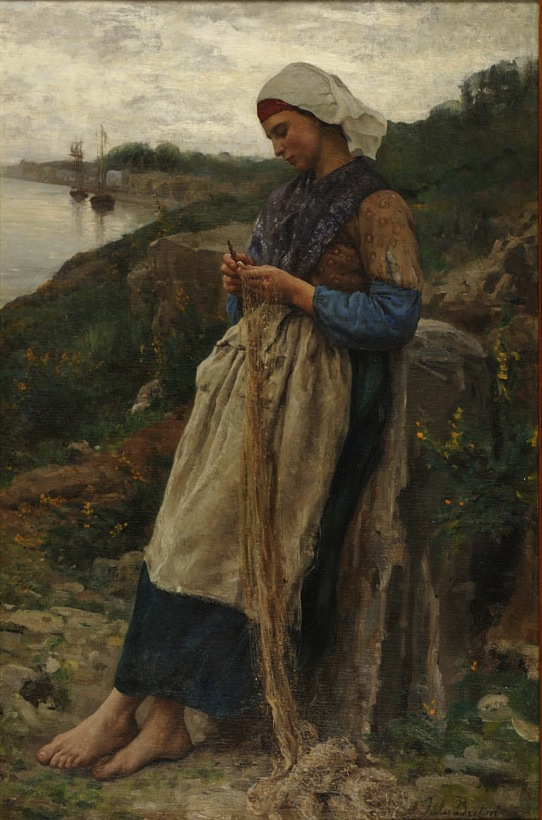
Fille de pêcheur (1878)
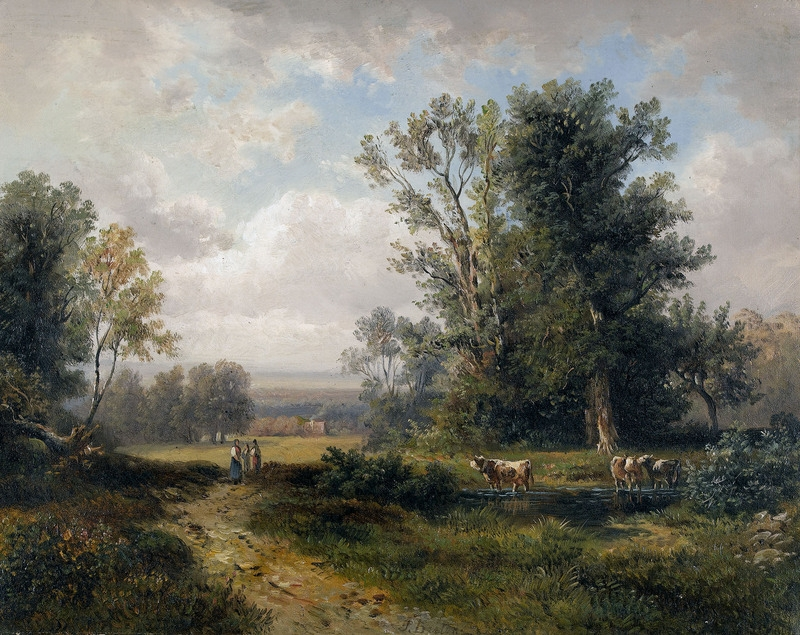
Paysage d'été avec des femmes paysannes et des vaches (neznámé datum)